# مشعرة مهبلية
المشعرات المهبلية (بالإنجليزية: Trichomonas vaginalis)‏ هو كائن أولي سوطي من جنس المشعرات، ومن الأمراض المعدية الأكثر شيوعاً بين الأشخاص في البلدان الصناعية. الذي يحدد داء المشعرات البولي التناسلي وجودها في الغشاء المخاطي البولي التناسلي. تتشابه معدلات العدوى لدى الرجال والنساء، لكن النساء عادة ما يرافقها أعراض، في حين أن العدوى لدى الرجال عادة ما تكون بدون أعراض. ينتقل عن طريق التماس الجلد المباشر مع جلد شخص مصاب أو في معظم الأحيان من خلال الجماع المهبلي. وتقدر منظمة الصحة العالمية أن 160 مليون حالة إصابة يتم تسجيلها سنويًا في جميع أنحاء العالم. وتقديرات أمريكا الشمالية وحدها ما بين 5 إلى 8 ملايين إصابة جديدة كل عام. عادة العلاج يتكون من مترونيدازول وتاينيدازول.

## سريرياً

### آلية الإصابة
تعد الTrichomonas vaginalis، طفيلي أوالي، وهي العامل المسبب للمرض لداء المشعرات، تنتقل عن طريق الجماع الجنسي. ويصاب أكثر من 160 مليون شخص في جميع أنحاء العالم سنويًا بهذا النوع من الأوالي.

### الأعراض
داء المشعرات، وهو عدوى تنتقل عن طريق الاتصال الجنسي في الجهاز البولي التناسلي، هو سبب شائع لالتهاب المهبل لدى النساء، في حين أن الرجال المصابين بهذه العدوى يمكن أن تظهر عليهم أعراض التهاب الإحليل بالإضافة إلى أعراض التهاب البروستاتا. تُعد الإفرازات المهبلية المخضرة ذات الرائحة الكريهة «متعفنة» هي خاصية مميزة.

### العلامات
فقط 2٪ من النساء المصابات بالعدوى سيكون لديهن عنق الرحم بلون وشكل «الفراولة» (التهاب القولون البقعي، عنق الرحم الحمامي مع مناطق نضح محددة) عند فحص المهبل. هذا بسبب توسع الشعيرات الدموية نتيجة لاستجابة الالتهابية.

### المضاعفات
تتضمن بعض مضاعفات داء المشعرات عند النساء: الولادة المبكرة، وانخفاض الوزن عند الولادة، وزيادة معدل الوفيات بالإضافة إلى زيادة فرص الإصابة بفيروس نقص المناعة البشرية، والإيدز، وسرطان عنق الرحم. تم الإبلاغ أيضًا عن داء المشعرات في المسالك البولية وقناتي فالوب والحوض ويمكن أن تسبب الالتهاب الرئوي والتهاب الشعب الهوائية وآفات الفم. تعتبر الواقيات الذكرية فعالة في الحد من انتقال العدوى، ولكن ليس منعها بالكامل.

يتم علاج العدوى باستخدام الميترونيدازول أو تينيدازول. يوصي مركز السيطرة على الأمراض (CDC) بجرعة لمرة واحدة تبلغ 2 جرام من ميترونيدازول أو تينيدازول كخط العلاج الأول؛ العلاج البديل الموصى به هو 500 ملليجرام من ميترونيدازول مرتين يوميًا لمدة سبعة أيام إذا كان فشل نظام الجرعة الواحدة. يجب وصف الأدوية للشريك أو الزوج أيضًا لأنه قد يكون حامل للأعراض.

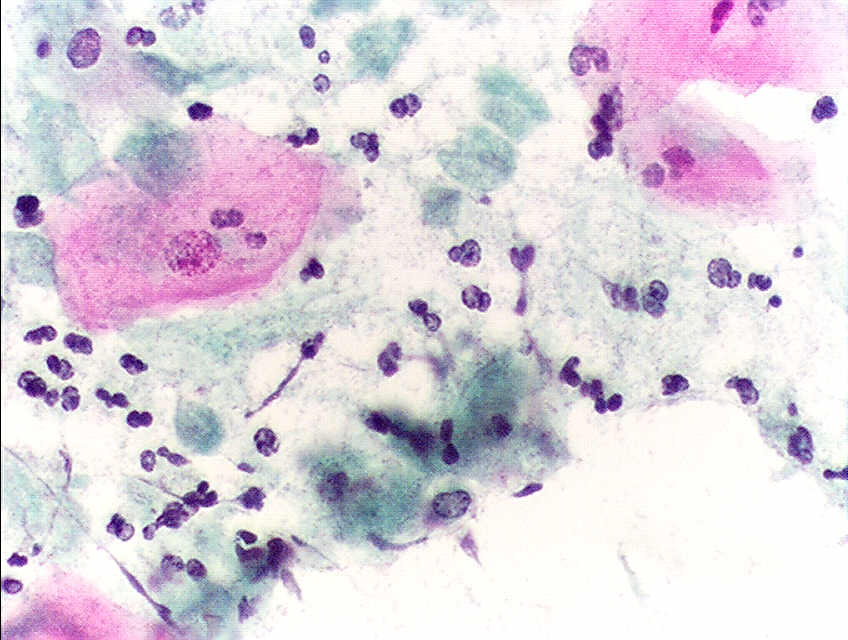
مسحة عنق الرحم، تظهر الإصابة بالمشعرة المهبلية. صبغة بابانيكولاو، 400 ×.